# Feliz Navidad

Feliz Navidad

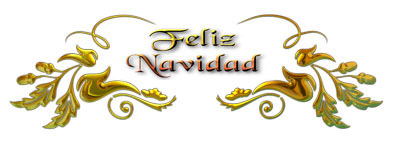
Feliz Navidad

Feliz Navidad (pol. Wesołych Świąt, ang. Merry Christmas, fr. Joyeux Noël, włos. Buon Natale) – hiszpańsko-angielska piosenka świąteczna portorykańskiego wokalisty José Feliciano, który również jest autorem tekstu piosenki. 
Swoje wykonanie piosenki nagrali m.in. Michael Bublé i Thalía (2011) oraz The Kelly Family (2021).
Piosenkę wykorzystano w filmie Mike’a Mitchella „Przetrwać święta”.

## Historia
José Feliciano, będąc w studiu w Los Angeles, tęsknił za swoimi jedenastoma braćmi i całą swoją dalszą rodziną. Przypomniał sobie, jak obchodził Wigilię z rodziną, jedząc tradycyjne portorykańskie potrawy, pijąc rum i kolędując. Nie śpiewał dokładnie „Feliz Navidad”, ale takie przesłanie kryje się za piosenką.
Amerykańskie Stowarzyszenie Kompozytorów, Autorów i Wydawców (ASCAP) określiło piosenkę José Feliciano jako jeden z 25 najczęściej odtwarzanych i nagrywanych piosenek świątecznych na całym świecie.

## Pozycje na listach przebojów
| Lista (1963–2020)                        | Pozycja |
| ---------------------------------------- | ------- |
| Austria: Ö3 Austria Top 40               | 10      |
| Brazylia: Top 100 Brasil                 | 102     |
| Czechy: Singles Digitál Top 100          | 49      |
| Dania: Hitlisten                         | 29      |
| Hiszpania: Promusicae                    | 66      |
| Holandia: Single Top 100                 | 12      |
| Irlandia: IRMA                           | 26      |
| Kanada: Billboard Canadian Hot 100       | 10      |
| Niemcy: Deutsche Musikcharts             | 15      |
| Norwegia: VG-lista                       | 40      |
| Nowa Zelandia: Recorded Music NZ         | 4       |
| Portugalia: AFP                          | 27      |
| Słowacja: Singles Digitál Top 100        | 20      |
| Stany Zjednoczone: Hot 100               | 6       |
| Szkocja: OCC                             | 42      |
| Szwajcaria: Schweizer Hitparade          | 4       |
| Szwecja: Sverigetopplistan               | 5       |
| Węgry: Mahasz                            | 21      |
| Wielka Brytania: Official Charts Company | 40      |
| Włochy: FIMI                             | 7       |